# Coppa Anglo-Italiana 1976
La Coppa Anglo-Italiana 1976 fu la quinta edizione torneo, dedicato per la prima volta a compagini semiprofessionistiche. Il trofeo fu vinto dal Monza che sconfisse in finale il Wimbledon FC.

## Squadre partecipanti
Al torneo hanno partecipato dodici squadre, sei italiane e sei inglesi.
| Inglesi                                                                 | Italiane                                          |
| ----------------------------------------------------------------------- | ------------------------------------------------- |
| Enfield Nuneaton Town Scarborough Stafford Rangers Wimbledon FC Wycombe | Benevento Monza Pistoiese Siracusa Teramo Udinese |

## Fase eliminatoria

### Partite
Ogni squadra ha dovuto disputare quattro gare contro squadre dell'altra nazione. Le prime due giornate si sono giocate a maggio in Inghilterra, mentre le ultime due a giugno in Italia.

#### Prima giornata
| Data       | Squadra numero 1 | Squadra numero 2 | Risultato |
| ---------- | ---------------- | ---------------- | --------- |
| 04.05.1976 | Scarborough      | Monza            | 0-0       |
| 04.05.1976 | Stafford Rangers | Udinese          | 3-2       |
| 04.05.1976 | Wycombe          | Pistoiese        | 4-0       |
| 04.05.1976 | Enfield          | Teramo           | 0-0       |
| 04.05.1976 | Wimbledon FC     | Benevento        | 4-0       |
| 04.05.1976 | Nuneaton Town    | Siracusa         | 3-0       |

#### Seconda giornata
| Data       | Squadra numero 1 | Squadra numero 2 | Risultato |
| ---------- | ---------------- | ---------------- | --------- |
| 19.05.1976 | Scarborough      | Udinese          | 4-0       |
| 19.05.1976 | Stafford Rangers | Monza            | 0-1       |
| 19.05.1976 | Wycombe          | Teramo           | 1-0       |
| 19.05.1976 | Enfield          | Pistoiese        | 1-1       |
| 19.05.1976 | Wimbledon FC     | Siracusa         | 3-0       |
| 19.05.1976 | Nuneaton Town    | Benevento        | 1-0       |

#### Terza giornata
| Data       | Squadra numero 1 | Squadra numero 2 | Risultato |
| ---------- | ---------------- | ---------------- | --------- |
| 13.06.1976 | Monza            | Scarborough      | 2-1       |
| 13.06.1976 | Udinese          | Stafford Rangers | 6-2       |
| 13.06.1976 | Pistoiese        | Wycombe          | 1-0       |
| 13.06.1976 | Teramo           | Enfield          | 2-1       |
| 13.06.1976 | Benevento        | Wimbledon FC     | 1-1       |
| 13.06.1976 | Siracusa         | Nuneaton Town    | 0-0       |

#### Quarta giornata
| Data       | Squadra numero 1 | Squadra numero 2 | Risultato |
| ---------- | ---------------- | ---------------- | --------- |
| 16.06.1976 | Udinese          | Scarborough      | 1-0       |
| 16.06.1976 | Monza            | Stafford Rangers | 1-1       |
| 16.06.1976 | Teramo           | Wycombe          | 3-0       |
| 16.06.1976 | Pistoiese        | Enfield          | 2-0       |
| 16.06.1976 | Siracusa         | Wimbledon FC     | 1-0       |
| 16.06.1976 | Benevento        | Nuneaton Town    | 5-1       |

## Classifiche nazionali
Le classifiche sono separate per le squadre inglesi e le squadre italiane. Il torneo prevedeva 3 punti in caso di vittoria ed 1 in caso di pareggio.
In caso di parità di punteggio tra due squadre, la squadra con la differenza reti più alta precede l'altra squadra.
Le squadre con più punti nella classifica inglese e quella italiana acquisiscono il diritto di disputare la finale.

### Classifica delle squadre inglesi
| Squadra          | Pt | G | V | N | P | GF | GS | DG |
| ---------------- | -- | - | - | - | - | -- | -- | -- |
| Wimbledon FC     | 7  | 4 | 2 | 1 | 1 | 8  | 2  | +6 |
| Nuneaton Town    | 7  | 4 | 2 | 1 | 1 | 5  | 5  | 0  |
| Wycombe          | 6  | 4 | 2 | 0 | 2 | 5  | 4  | +1 |
| Scarborough      | 4  | 4 | 1 | 1 | 2 | 5  | 3  | +2 |
| Stafford Rangers | 4  | 4 | 1 | 1 | 2 | 6  | 10 | -4 |
| Enfield          | 2  | 4 | 0 | 2 | 2 | 2  | 5  | -3 |

### Classifica delle squadre italiane
| Squadra   | Pt | G | V | N | P | GF | GS | DG |
| --------- | -- | - | - | - | - | -- | -- | -- |
| Monza     | 8  | 4 | 2 | 2 | 0 | 4  | 2  | +2 |
| Teramo    | 7  | 4 | 2 | 1 | 1 | 5  | 2  | +3 |
| Pistoiese | 7  | 4 | 2 | 1 | 1 | 4  | 5  | -1 |
| Udinese   | 6  | 4 | 2 | 0 | 2 | 9  | 9  | 0  |
| Benevento | 4  | 4 | 1 | 1 | 2 | 6  | 7  | -1 |
| Siracusa  | 4  | 4 | 1 | 1 | 2 | 1  | 6  | -5 |

## Finale
| Monza 19 giugno 1976                             | Monza     | 1 – 0 referto | Wimbledon FC | Stadio Gino Alfonso Sada (4 000 spett.) |
| \| \| \| \| \| Casagrande 72’ \| Marcatori \| \| |           |               |              |                                         |
|                                                  |           |               |              |                                         |
| Casagrande 72’                                   | Marcatori |               |              |                                         |